# 23ª edizione dei Critics' Choice Awards
La 23ª edizione dei Critics' Choice Awards, presentata da Olivia Munn, si è tenuta l'11 gennaio 2018 presso il Barker Hangar dell'aeroporto di Santa Monica, premiando le migliori produzioni cinematografiche e televisive del 2017. Le candidature sono state annunciate il 6 dicembre 2017.

## Premi per il cinema

### Miglior film
- La forma dell'acqua - The Shape of Water (The Shape of Water), regia di Guillermo del Toro
- The Big Sick - Il matrimonio si può evitare... l'amore no (The Big Sick), regia di Michael Showalter
- Chiamami col tuo nome (Call Me by Your Name), regia di Luca Guadagnino
- Dunkirk, regia di Christopher Nolan
- Un sogno chiamato Florida (The Florida Project), regia di Sean Baker
- Lady Bird, regia di Greta Gerwig
- L'ora più buia (Darkest Hour), regia di Joe Wright
- The Post, regia di Steven Spielberg
- Scappa - Get Out (Get Out), regia di Jordan Peele
- Tre manifesti a Ebbing, Missouri (Three Billboards Outside Ebbing, Missouri), regia di Martin McDonagh

### Miglior attore
- Gary Oldman – L'ora più buia (Darkest Hour)
- Timothée Chalamet – Chiamami col tuo nome (Call Me by Your Name)
- Daniel Day-Lewis – Il filo nascosto (Phantom Thread)
- James Franco – The Disaster Artist
- Jake Gyllenhaal – Stronger - Io sono più forte (Stronger)
- Tom Hanks – The Post
- Daniel Kaluuya – Scappa - Get Out (Get Out)

### Migliore attrice
- Frances McDormand – Tre manifesti a Ebbing, Missouri (Three Billboards Outside Ebbing, Missouri)
- Jessica Chastain – Molly's Game
- Sally Hawkins – La forma dell'acqua - The Shape of Water (The Shape of Water)
- Margot Robbie – Tonya (I, Tonya)
- Saoirse Ronan – Lady Bird
- Meryl Streep – The Post

### Miglior attore non protagonista
- Sam Rockwell – Tre manifesti a Ebbing, Missouri (Three Billboards Outside Ebbing, Missouri)
- Willem Dafoe – Un sogno chiamato Florida (The Florida Project)
- Armie Hammer – Chiamami col tuo nome (Call Me by Your Name)
- Richard Jenkins – La forma dell'acqua - The Shape of Water (The Shape of Water)
- Patrick Stewart – Logan: The Wolverine (Logan)
- Michael Stuhlbarg – Chiamami col tuo nome (Call Me by Your Name)

### Migliore attrice non protagonista
- Allison Janney – Tonya (I, Tonya)
- Mary J. Blige – Mudbound
- Hong Chau – Downsizing - Vivere alla grande (Downsizing)
- Tiffany Haddish – Il viaggio delle ragazze (Girls Trip)
- Holly Hunter – The Big Sick - Il matrimonio si può evitare... l'amore no (The Big Sick)
- Laurie Metcalf – Lady Bird
- Octavia Spencer – La forma dell'acqua - The Shape of Water (The Shape of Water)

### Miglior giovane interprete
- Brooklynn Prince – Un sogno chiamato Florida (The Florida Project)
- Mckenna Grace – Gifted - Il dono del talento (Gifted)
- Dafne Keen – Logan: The Wolverine (Logan)
- Millicent Simmonds – La stanza delle meraviglie (Wonderstruck)
- Jacob Tremblay – Wonder

### Miglior cast corale
- Tre manifesti a Ebbing, Missouri (Three Billboards Outside Ebbing, Missouri)
- Dunkirk
- Lady Bird
- Mudbound
- The Post

### Miglior regista
- Guillermo del Toro – La forma dell'acqua - The Shape of Water (The Shape of Water)
- Greta Gerwig – Lady Bird
- Luca Guadagnino – Chiamami col tuo nome (Call Me by Your Name)
- Martin McDonagh – Tre manifesti a Ebbing, Missouri (Three Billboards Outside Ebbing, Missouri)
- Christopher Nolan – Dunkirk
- Jordan Peele – Scappa - Get Out (Get Out)
- Steven Spielberg – The Post

### Miglior sceneggiatura originale
- Jordan Peele – Scappa - Get Out (Get Out)
- Guillermo del Toro e Vanessa Taylor – La forma dell'acqua - The Shape of Water (The Shape of Water)
- Greta Gerwig – Lady Bird
- Emily V. Gordon e Kumail Nanjiani – The Big Sick - Il matrimonio si può evitare... l'amore no (The Big Sick)
- Liz Hannah e Josh Singer – The Post
- Martin McDonagh – Tre manifesti a Ebbing, Missouri (Three Billboards Outside Ebbing, Missouri)

### Miglior sceneggiatura non originale
- James Ivory – Chiamami col tuo nome (Call Me by Your Name)
- Scott Neustadter e Michael H. Weber – The Disaster Artist
- Aaron Sorkin – Molly's Game
- Jack Thorne, Steve Conrad e Stephen Chbosky – Wonder
- Virgil Williams e Dee Rees – Mudbound

### Miglior fotografia
- Roger Deakins – Blade Runner 2049
- Dan Laustsen – La forma dell'acqua - The Shape of Water (The Shape of Water)
- Rachel Morrison – Mudbound
- Sayomphu Mukdiphrom – Chiamami col tuo nome (Call Me by Your Name)
- Hoyte van Hoytema – Dunkirk

### Miglior scenografia
- Paul D. Austerberry, Shane Vieau e Jeff Melvin – La forma dell'acqua - The Shape of Water (The Shape of Water)
- Jim Clay e Rebecca Alleway – Assassinio sull'Orient Express (Murder on the Orient Express)
- Nathan Crowley e Gary Fettis – Dunkirk
- Dennis Gassner e Alessandra Querzola – Blade Runner 2049
- Sarah Greenwood e Katie Spencer – La bella e la Bestia (Beauty and the Beast)
- Mark Tildesley e Véronique Melery – Il filo nascosto (Phantom Thread)

### Miglior montaggio
- Paul Machliss e Jonathan Amos – Baby Driver - Il genio della fuga (Baby Driver) ex aequo con Lee Smith – Dunkirk
- Michael Kahn e Sarah Broshar – The Post
- Joe Walker – Blade Runner 2049
- Sidney Wolinsky – La forma dell'acqua - The Shape of Water (The Shape of Water)

### Migliori costumi
- Mark Bridges – Il filo nascosto (Phantom Thread)
- Renée April – Blade Runner 2049
- Jacqueline Durran – La bella e la bestia (Beauty and the Beast)
- Lindy Hemming – Wonder Woman
- Luis Sequeira – La forma dell'acqua - The Shape of Water (The Shape of Water)

### Miglior trucco
- L'ora più buia (Darkest Hour)
- La bella e la bestia (Beauty and the Beast)
- La forma dell'acqua - The Shape of Water (The Shape of Water)
- Tonya (I, Tonya)
- Wonder

### Migliori effetti speciali
- The War - Il pianeta delle scimmie (War for the Planet of the Apes)
- Blade Runner 2049
- Dunkirk
- La forma dell'acqua - The Shape of Water (The Shape of Water)
- Thor: Ragnarok
- Wonder Woman

### Miglior film d'animazione
- Coco, regia di Lee Unkrich e Adrian Molina
- I racconti di Parvana (The Breadwinner), regia di Nora Twomey
- Cattivissimo me 3 (Despicable Me 3), regia di Pierre Coffin, Kyle Balda ed Eric Guillon
- LEGO Batman - Il film (The Lego Batman Movie), regia di Chris McKay
- Loving Vincent, regia di Dorota Kobiela e Hugh Welchman

### Miglior film d'azione
- Wonder Woman, regia di Patty Jenkins
- Baby Driver - Il genio della fuga (Baby Driver), regia di Edgar Wright
- Logan: The Wolverine (Logan), regia di James Mangold
- Thor: Ragnarok, regia di Taika Waititi
- The War - Il pianeta delle scimmie (War for the Planet of the Apes), regia di Matt Reeves

### Miglior film commedia
- The Big Sick - Il matrimonio si può evitare... l'amore no (The Big Sick), regia di Michael Showalter
- The Disaster Artist, regia di James Franco
- Il viaggio delle ragazze (Girls Trip), regia di Malcolm D. Lee
- Tonya (I, Tonya), regia di Craig Gillespie
- Lady Bird, regia di Greta Gerwig

### Miglior attore in un film commedia
- James Franco – The Disaster Artist
- Steve Carell – La battaglia dei sessi (Battle of the Sexes)
- Chris Hemsworth – Thor: Ragnarok
- Kumail Nanjiani – The Big Sick - Il matrimonio si può evitare... l'amore no (The Big Sick)
- Adam Sandler – The Meyerowitz Stories

### Miglior attrice in un film commedia
- Margot Robbie – Tonya (I, Tonya)
- Tiffany Haddish – Il viaggio delle ragazze (Girls Trip)
- Zoe Kazan – The Big Sick - Il matrimonio si può evitare... l'amore no (The Big Sick)
- Saoirse Ronan – Lady Bird
- Emma Stone – La battaglia dei sessi (Battle of the Sexes)

### Miglior film sci-fi/horror
- Scappa - Get Out (Get Out), regia di Jordan Peele
- Blade Runner 2049, regia di Denis Villeneuve
- La forma dell'acqua - The Shape of Water (The Shape of Water), regia di Guillermo del Toro
- It, regia di Andrés Muschietti

### Miglior film straniero
- Oltre la notte (Aus dem Nichts), regia di Fatih Akın • Germania
- 120 battiti al minuto (120 battements par minute), regia di Robin Campillo • Francia
- Una donna fantastica (Una mujer fantástica), regia di Sebastián Lelio • Cile, Spagna, Germania, Stati Uniti d'America
- Per primo hanno ucciso mio padre (First They Killed My Father), regia di Angelina Jolie • Cambogia, Stati Uniti d'America
- The Square, regia di Ruben Östlund • Svezia, Germania, Francia, Danimarca
- Thelma, regia di Joachim Trier • Norvegia, Francia, Danimarca, Svezia

### Miglior canzone
- Remember Me – Coco
- Evermore – La bella e la bestia (Beauty and the Beast)
- Mystery of Love – Chiamami col tuo nome (Call Me by Your Name)
- Stand Up for Something – Marcia per la libertà (Marshall)
- This Is Me – The Greatest Showman

### Miglior colonna sonora
- Alexandre Desplat – La forma dell'acqua - The Shape of Water (The Shape of Water)
- Jonny Greenwood – Il filo nascosto (Phantom Thread)
- Dario Marianelli – L'ora più buia (Darkest Hour)
- Benjamin Wallfisch e Hans Zimmer – Blade Runner 2049
- John Williams – The Post
- Hans Zimmer – Dunkirk

## Premi per la Televisione

### Programmi

#### Miglior serie drammatica
- The Handmaid's Tale
- American Gods
- The Crown
- Stranger Things
- This Is Us
- Il Trono di Spade (Game of Thrones)

#### Miglior serie commedia
- The Marvelous Mrs. Maisel
- The Big Bang Theory
- Black-ish
- GLOW
- Modern Family
- Patriot

#### Miglior miniserie o serie limitata
- Big Little Lies - Piccole grandi bugie (Big Little Lies)
- American Vandal
- Fargo
- Feud
- Godless
- The Long Road Home

#### Miglior film per la televisione
- The Wizard of Lies, regia di Barry Levinson
- Flint, regia di Bruce Beresford
- I Am Elizabeth Smart, regia di Sarah Walker
- Sherlock: Il detective morente (Sherlock: The Lying Detective), regia di Nick Hurran
- La vita immortale di Henrietta Lacks (The Immortal Life of Henrietta Lacks), regia di George C. Wolfe

#### Miglior serie animata
- Rick and Morty
- Archer
- Bob's Burgers
- BoJack Horseman
- Danger & Eggs
- I Simpsons (The Simpsons)

#### Miglior reality strutturato
- Shark Tank
- Boss in incognito (Undercover Boss)
- The Carbonaro Effect
- Fixer Upper
- The Profit
- Who Do You Think You Are?

#### Miglior reality non strutturato
- Born This Way
- Gli eroi del Ghiaccio (Ice Road Truckers)
- Intervention
- Live PD
- Ride with Norman Reedus
- Teen Mom

#### Miglior reality show competitivo
- The Voice
- America's Got Talent
- America's Next Drag Queen (RuPaul's Drag Race)
- Chopped
- Dancing with the Stars
- Project Runway

#### Miglior talk show
- Jimmy Kimmel Live!
- The Ellen DeGeneres Show
- Harry
- The Late Late Show with James Corden
- The Tonight Show Starring Jimmy Fallon
- Watch What Happens Live with Andy Cohen

### Recitazione e conduzione

#### Miglior attore in una serie drammatica
- Sterling K. Brown – This Is Us
- Paul Giamatti – Billions
- Freddie Highmore – Bates Motel
- Ian McShane – American Gods
- Bob Odenkirk – Better Call Saul
- Liev Schreiber – Ray Donovan

#### Miglior attrice in una serie drammatica
- Elisabeth Moss – The Handmaid's Tale
- Caitriona Balfe – Outlander
- Christine Baranski – The Good Fight
- Claire Foy – The Crown
- Tatiana Maslany – Orphan Black
- Robin Wright – House of Cards - Gli intrighi del potere (House of Cards)

#### Miglior attore in una serie commedia
- Ted Danson – The Good Place
- Anthony Anderson – Black-ish
- Aziz Ansari – Master of None
- Hank Azaria – Brockmire
- Thomas Middleditch – Silicon Valley
- Randall Park – Fresh Off the Boat

#### Miglior attrice in una serie commedia
- Rachel Brosnahan – The Marvelous Mrs. Maisel
- Kristen Bell – The Good Place
- Alison Brie – GLOW
- Sutton Foster – Younger
- Ellie Kemper – Unbreakable Kimmy Schmidt
- Constance Wu – Fresh Off the Boat

#### Miglior attore in un film per la televisione o miniserie
- Ewan McGregor – Fargo
- Jeff Daniels – Godless
- Robert De Niro – The Wizard of Lies
- Jack O’Connell – Godless
- Evan Peters – American Horror Story
- Bill Pullman – The Sinner
- Jimmy Tatro – American Vandal

#### Miglior attrice in un film per la televisione o miniserie
- Nicole Kidman – Big Little Lies - Piccole grandi bugie (Big Little Lies)
- Jessica Biel – The Sinner
- Alana Boden – I Am Elizabeth Smart
- Carrie Coon – Fargo
- Jessica Lange – Feud
- Reese Witherspoon – Big Little Lies - Piccole grandi bugie (Big Little Lies)

#### Miglior attore non protagonista in una serie drammatica
- David Harbour – Stranger Things
- Bobby Cannavale – Mr. Robot
- Asia Kate Dillon – Billions
- Peter Dinklage – Il Trono di Spade (Game of Thrones)
- Delroy Lindo – The Good Fight
- Michael McKean – Better Call Saul

#### Miglior attrice non protagonista in una serie drammatica
- Ann Dowd – The Handmaid's Tale
- Gillian Anderson – American Gods
- Emilia Clarke – Il Trono di Spade (Game of Thrones)
- Cush Jumbo – The Good Fight
- Margo Martindale – Sneaky Pete
- Chrissy Metz – This Is Us

#### Miglior attore non protagonista in una serie commedia
- Walton Goggins – Vice Principals
- Tituss Burgess – Unbreakable Kimmy Schmidt
- Sean Hayes – Will & Grace
- Marc Maron – GLOW
- Kumail Nanjiani – Silicon Valley
- Ed O'Neill – Modern Family

#### Miglior attrice non protagonista in una serie commedia
- Mayim Bialik – The Big Bang Theory
- Alex Borstein – The Marvelous Mrs. Maisel
- Betty Gilpin – GLOW
- Jenifer Lewis – Black-ish
- Alessandra Mastronardi – Master of None
- Rita Moreno – One Day at a Time

#### Miglior attore non protagonista in un film per la televisione o miniserie
- Alexander Skarsgård – Big Little Lies - Piccole grandi bugie (Big Little Lies)
- Johnny Flynn – Genius
- Benito Martinez – American Crime
- Alfred Molina – Feud
- David Thewlis – Fargo
- Stanley Tucci – Feud

#### Miglior attrice non protagonista in un film per la televisione o miniserie
- Laura Dern – Big Little Lies - Piccole grandi bugie (Big Little Lies)
- Judy Davis – Feud
- Jackie Hoffman – Feud
- Regina King – American Crime
- Michelle Pfeiffer – The Wizard of Lies
- Mary Elizabeth Winstead – Fargo

#### Miglior presentatore di un reality o talent show
- RuPaul – America's Next Drag Queen (RuPaul's Drag Race)
- Ted Allen – Chopped
- Tyra Banks – America's Got Talent
- Tom Bergeron – Dancing with the Stars
- Cat Deeley – So You Think You Can Dance
- Joanna e Chip Gaines – Fixer Upper